# Мелореостоз
Мелореостоз (болезнь Лери, ризомономелореостоз) — доброкачественная дисплазия, врождённая патология костной ткани, проявляющаяся её резким уплотнением (остеосклерозом). Мелореостоз затрагивает в той или иной степени кости одной из верхних или нижних конечностей; в редких случаях поражается позвоночник или нижняя челюсть.

## Симптомы
Клинические проявления мелореостоза могут быть неспецифичны и ограничиваться монотонными, тупыми скелетно-мышечными болями в поражённой конечности; в некоторых случаях имеют место сильные боли, деформация костей с функциональными ограничениями и  контрактурами; трофические нарушения. Патогномоничным симптомом мелореостоза при рентгенографии является картина «стекающего со свечи воска» в виде продольных сплошных или прерывистых полос уплотнения костной ткани. В соседних отделах костная ткань не изменена или несколько порозна.

## Лечение и прогноз
Лечение мелореостоза симптоматическое. При наличии клинических показаний возможно оперативное вмешательство. Прогноз благоприятный.